# Sabine Lichtenfels

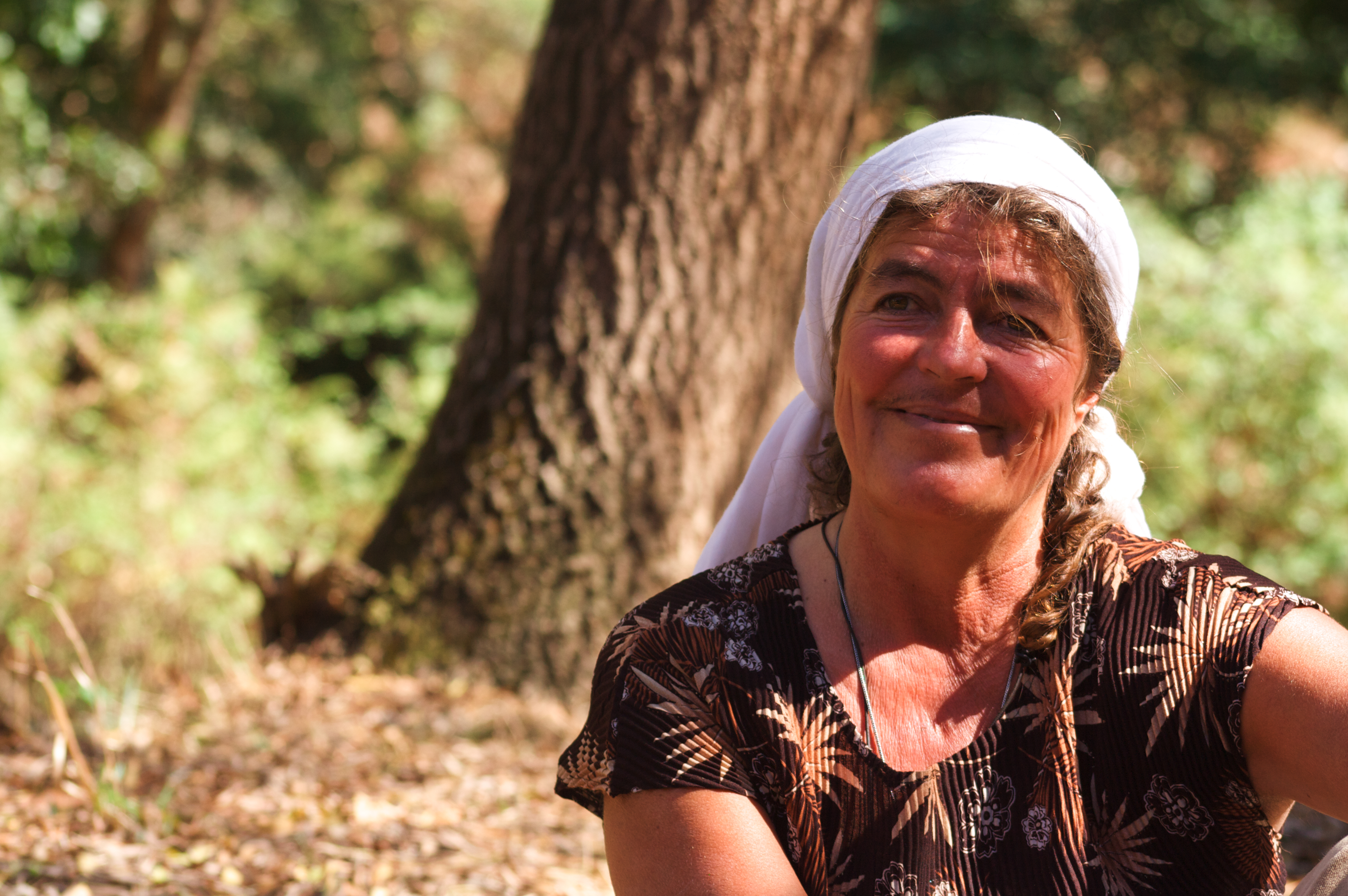
Sabine Lichtenfels

Sabine Lichtenfels (* 27. Dezember 1954 als Sabine Kleinhammes) ist eine deutsche Autorin, Friedensaktivistin, Theologin, Mitgründerin des Friedensforschungszentrums Tamera in Portugal und Mit-Inspiratorin des ZEGG, eine der 1000 Frauen für den Friedensnobelpreis 2005. Seit Anfang der 1990er Jahre nennt sie sich selbst Sabine Lichtenfels bzw. Babette Lichtenfels.

## Biographie
Sabine Lichtenfels wurde 1954 in Deutschland in einer gutbürgerlichen Familie geboren. Schon früh hatte sie die Idee, ein Friedensdorf zu gründen. Sie studierte Theologie, weil sie sich für Jesus interessierte, den sie als Revolutionär sah. 1978 begegnete sie dem ehemaligen studentischen Aktivisten und Buchautor Dieter Duhm, mit dem sie ein privates Friedensforschungsprojekt aufbaute, das heute als Heilungsbiotop 1 Tamera in Portugal bekannt ist. Ihr gemeinsamer Plan der Friedensforschungsdörfer besagt, dass der Aufbau mehrerer Friedensforschungsdörfer an verschiedenen Orten der Erde einen „Gesamtheilungsprozess“ auslösen werde. Diese Siedlungsmodelle sollen auf der Grundlage von Gemeinschaft, Kooperation mit der Natur sowie Wahrheit und „weiblichem Wissen“ in der Liebe funktionieren.
1999 gründete Sabine Lichtenfels die Jugendschule Globales Lernen. 2004 baute sie in Tamera gemeinsam mit Marko Pogačnik einen Steinkreis als planetarisches, künstlerisch-spirituelles Friedensmonument. 2005 leitete sie eine Friedenspilgerreise mit rund 50 internationalen Teilnehmern durch Israel/Palästina. Die Filmemacherin Angelika Reicherter drehte darüber den Dokumentarfilm Wir weigern uns, Feinde zu sein.
Lichtenfels wurde für Portugal als eine der 1000 Frauen für den Friedensnobelpreis 2005 nominiert. Jeweils am 9. November lädt sie ein zu einer Friedensmeditation unter dem Namen GRACE.
Ab 2006 leitete sie Monte Cerro, ein dreijähriges Friedensexperiment und eine Friedens-Ausbildungszeit mit 200 Teilnehmern in Tamera, Portugal. Anschließend sollte mit dem dort gewonnenen Wissen ein weiteres Friedensdorf im Nahen Osten aufgebaut werden. Im Oktober 2007 leitete sie gemeinsam mit der Sufi-Lehrerin Annette Kaiser eine weitere Friedenspilgerreise durch den Nahen Osten.
Sie veröffentlichte 1988 als Herausgeberin ein Buch mit dem Titel „Rettet den Sex. Ein Manifest von Frauen für einen neuen sexuellen Humanismus“. In einem Beitrag darin wurde die Gründung eines „humanen Bordells“ namens Meiga-Haus angekündigt.

## Werke
- Rettet den Sex. Ein Manifest von Frauen für einen sexuellen Humanismus. Meiga, Radolfzell 1988, ISBN 3-927266-01-9.
- Mitarbeit: Die Heilige und die Hure. Bilder und Texte einer Ausstellung. Meiga, Radolfzell 1989, ISBN 3-927266-03-5.
- Der Hunger hinter dem Schweigen. Annäherung an sexuelle und spirituelle Wirklichkeiten. Meiga, Belzig 1991, ISBN 3-927266-07-8.
- Weiche Macht. Perspektiven für ein neues Frauenbewusstsein und eine neue Liebe zu den Männern. Meiga, Belzig 1995, ISBN 3-9805234-0-3.
- Traumsteine. Reise in das Zeitalter der sinnlichen Erfüllung. Atlantis bei Hugendubel, München 2000, ISBN 3-7205-2135-4.
- Quellen der Liebe und des Friedens. Morgenandachten. Meiga, Belzig 2001, ISBN 3-932517-51-2.
- Ring der Kraft. Perspektiven schaffen für den Frieden. Meiga, Wiesenburg 2005, ISBN 3-927266-18-3.
- GRACE. Pilgerschaft für eine Zukunft ohne Krieg. Meiga. Wiesenburg 2006, ISBN 3-927266-23-X.
- Tempel der Liebe. Reise in das Zeitalter der sinnlichen Erfüllung. Meiga, Wiesenburg 2009, ISBN 978-3-927266-19-3.